# 圣本图新镇
圣本图新镇是葡萄牙贝雅区的一个堂区。总面积241.69平方公里，总人口3430人，人口密度14.2人/平方公里。